# Sledgehammer (Rihanna-Lied)
Sledgehammer ist ein Lied der barbadischen Sängerin Rihanna. Es wurde am 27. Juni 2016 als End-Credit-Lied des Films Star Trek Beyond veröffentlicht.
Der Song wurde in Zusammenarbeit von Rihanna, Sia und Jesse Shatkin geschrieben. Das Musikvideo zu Sledgehammer erschien am 30. Juni 2016.

## Hintergrund
Am 26. Juni 2016 deutete Rihanna auf Instagram an, dass sie einen neuen Song veröffentlichen würde: "Got something for y'all tomorrow".
Zwei Jahre zuvor hatte Rihanna getweeted "You’re just another brick and I’m a sledgehammer" und angedeutet, dass sie an dem Lied seit 2014 gearbeitet hatte.
Der Trailer zu Star Trek Beyond erschien am 27. Juni 2016. Am selben Tag wurde die Single Sledgehammer als End-Credit-Song des Films veröffentlicht.
Rihanna sagte später in einem Interview, dass sie seit ihrer Kindheit ein Fan der Star-Trek-Reihe sei. Sie erklärte: "This is something that’s been a part of me since my childhood, it’s never left me, I love Star Trek. It was automatic. I would do anything in terms of music. It’s such a big deal not only as a fan, as a musician… because Star Trek is such a big deal across the globe."

## Aufbau
Der Song ist in der Tonart D-Dur geschrieben und mit einer Taktangabe von 66 Schlägen pro Minute sehr langsam. Es folgt eine Akkordfolge von D - B ♭ (B ♭ / C in der Coda) - Gm.

## Rezeption

### Chartplatzierungen
| ChartsChartplatzierungen     | Höchstplatzierung | Wochen |
| ---------------------------- | ----------------- | ------ |
| Vereinigtes Königreich (OCC) | 69 (3 Wo.)        | 3      |

### Auszeichnungen für Musikverkäufe
| Land/Region     | Auszeichnungen für Musikverkäufe (Land/Region, Auszeichnung, Verkäufe) | Verkäufe |
| --------------- | ---------------------------------------------------------------------- | -------- |
| Brasilien (PMB) | Gold                                                                   | 30.000   |
| Insgesamt       | 1× Gold ·                                                              | 30.000   |

Hauptartikel: Rihanna/Auszeichnungen für Musikverkäufe